# Biikebrennen

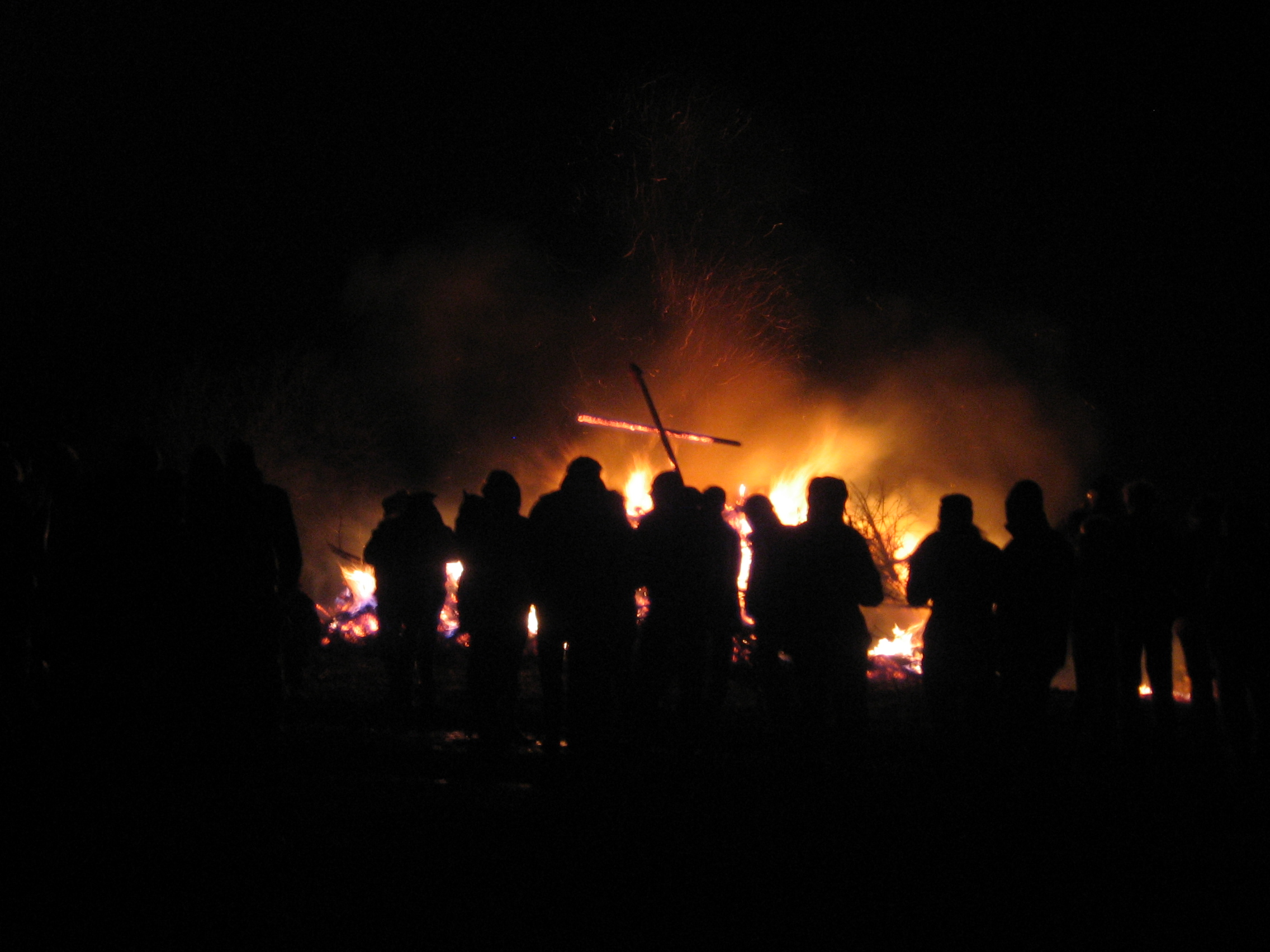
Biikebrennen in der nordfriesischen Gemeinde Risum-Lindholm, 2008

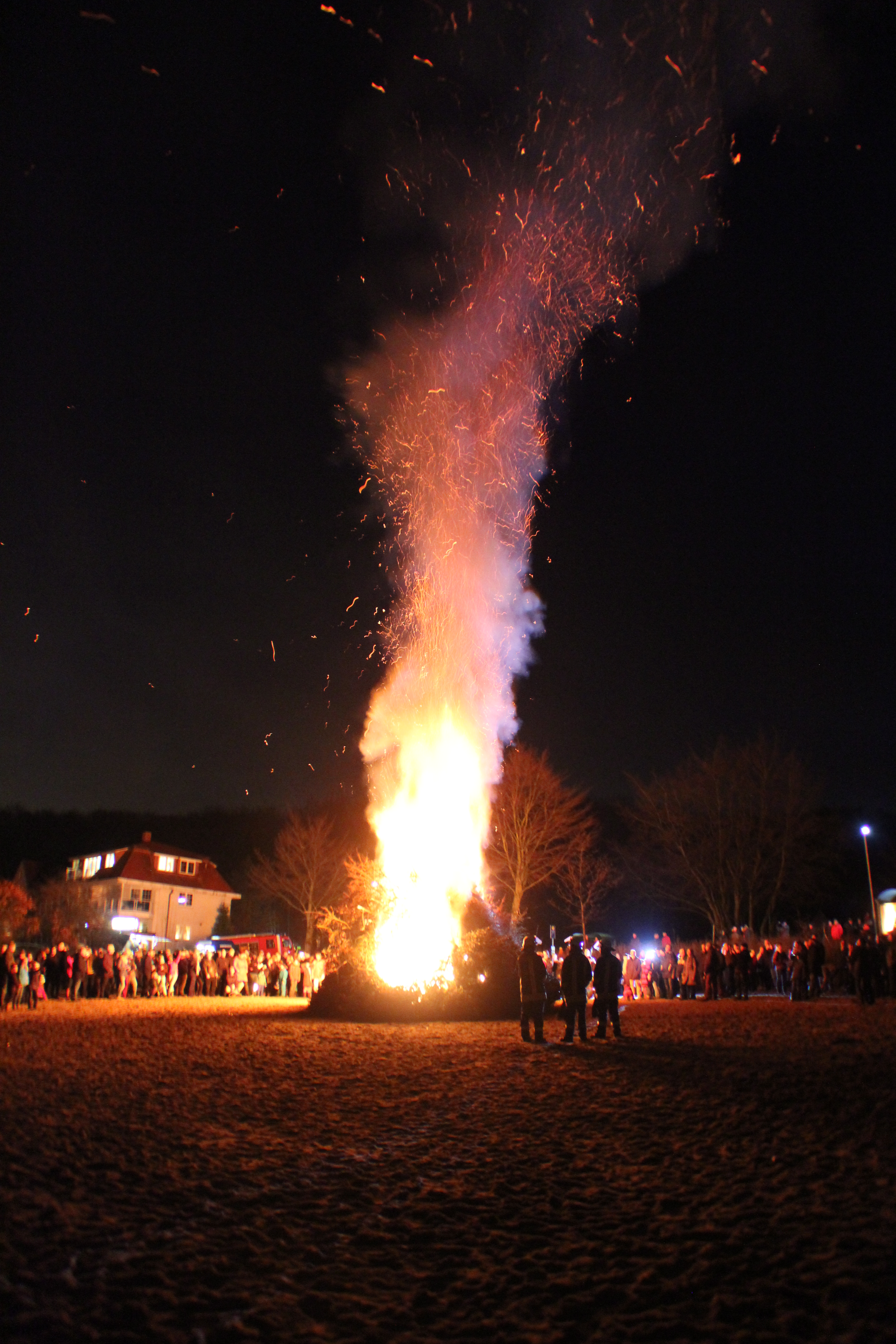
Biikebrennen außerhalb Nordfrieslands am Strand bei Wassersleben, bei Flensburg, 2014

Biikebrennen (von nordfriesisch: biike, hochdeutsch Bake bzw. Feuerzeichen) ist in Nordfriesland (Schleswig-Holstein) ein traditionelles Volksfest mit Feuerbrauch, das am 21. Februar gefeiert wird, dem Vorabend des Festtags Petri Stuhlfeier in Antiochien, kurz Petritag. Es ersetzt hier teilweise das sonst weit verbreitete Osterfeuer.

## Geschichte

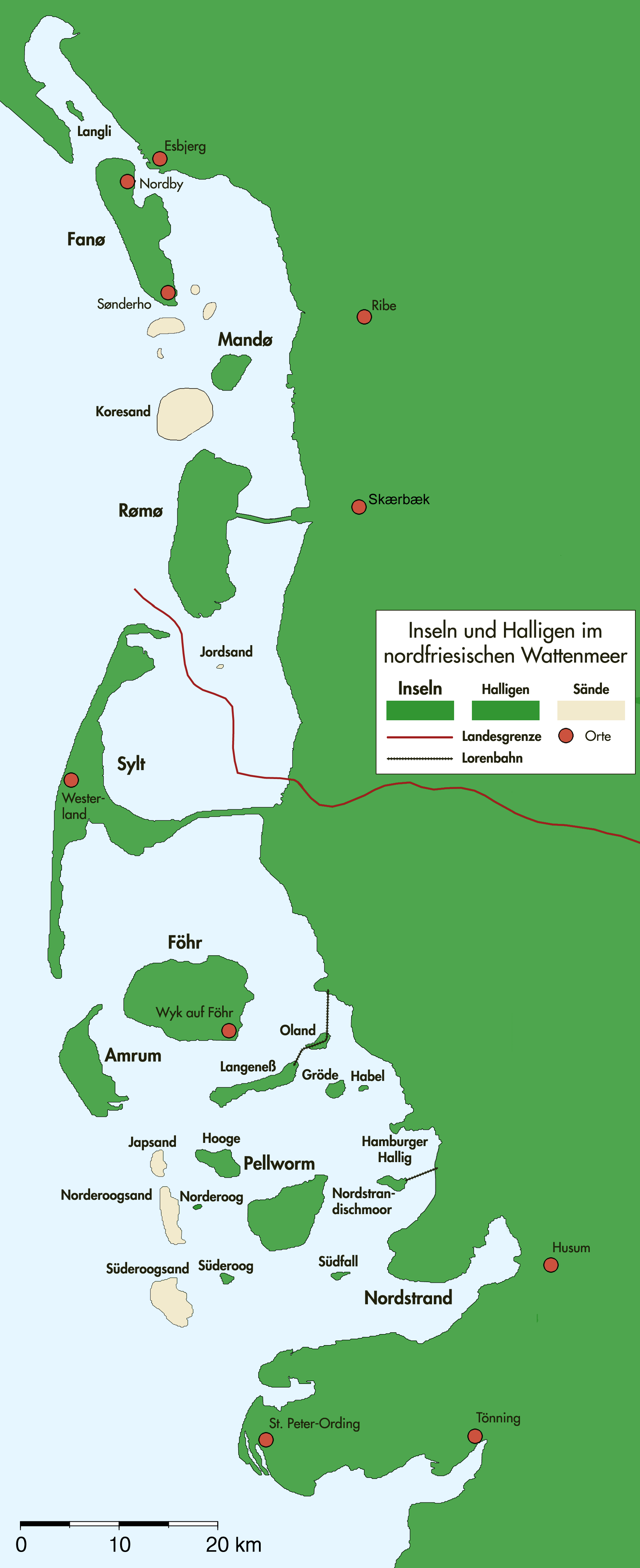
Nordfriesische Inseln und dänische Wattenmeerinseln

Der Ursprung des Festes ist unklar. Wahrscheinlich sollte das Feuer im Mittelalter böse Geister vertreiben und die neue Saat schützen. Auf den Inseln diente das Biikefeuer später zur Verabschiedung der Walfänger. Die Frauen zündeten die Feuer entlang des Strandes an, um den fahrenden Männern noch lange sicheres Geleit zu geben. Einer Sylter Legende nach galt dieses Signal gleichfalls den dänischen Männern auf dem Festland und sollte ihnen vermitteln, dass die Inselfrauen nun wieder allein auf dem Hof waren und Hilfe bei der Arbeit und „anderen Dingen“ benötigten. Der Beginn der jährlichen Walfangsaison am Petritag hing mit einem Beschluss der Hansestädte aus dem Jahr 1403 zusammen, nach dem zwischen Martini (11. November) und Petri Stuhlfeier die Schifffahrt ruhen sollte. Der Petritag am 22. Februar war also ein wichtiges Datum für die mittelalterliche Schifffahrt (Ende der Winterpause, Frühlingsbeginn).
Die Leuchtfeuer bestanden noch im 17. und 18. Jahrhundert aus primitiven Leuchtbaken an den Stränden, die den Seefahrern und Walfängern als Navigationshilfe dienten. Die heute üblichen großen Feuerstöße sind wahrscheinlich erst Mitte des 19. Jahrhunderts entstanden. Auch die einheitliche Festlegung des Biikebrennens am Abend des 21. Februars ist erst Ende des 19. Jahrhunderts eingeführt worden.

## Kulturerbe
Die Konferenz der Kultusminister gab am 12. Dezember 2014 bekannt, dass das Biikebrennen in das Verzeichnis des immateriellen Kulturerbes in Deutschland aufgenommen wurde.

## Verbreitung
Biike und der Petritag (nordfriesisch piddersdai bzw. piadersdai) sind noch heute wichtige Feiertage, vor allem auf den nordfriesischen Inseln und den Halligen. Auch auf den dänischen Wattenmeerinseln ist das Biikebrennen als Pers awten oder Pers aften („Peters Abend“) bekannt. Inzwischen hat sich das Biikebrennen auch im schleswig-holsteinischen Binnenland verbreitet, zum Beispiel in Stapelholm. Hier wird es jedoch Beekenbrennen genannt und wird traditionell bereits am 2. Februar (Darstellung des Herrn) begangen.
Bis ins 19. Jahrhundert wurde es auch auf dem nordfriesischen Festland gefeiert, geriet dann aber mehr und mehr in Vergessenheit und wird erst langsam nach dem Zweiten Weltkrieg wieder zu Ehren gebracht. Zur Brauchtumspflege gehören inzwischen auch (wieder) Kinder, die Gedichte in einem der nordfriesischen Dialekte aufsagen.
Vereinzelt finden Biikebrennen auch an der schleswig-holsteinischen Ostseeküste statt, auch wenn dort eine kulturelle Überlieferung fehlt. So fand beispielsweise am 21. Februar 2014 das nördlichste Biikebrennen an der Ostsee in Wassersleben bei Flensburg zum zehnten Mal statt.

## Gestaltung
Das Biikefeuer besteht heute meist aus alten Weihnachtsbäumen und Gestecken, die bis zum Biikebrennen aufgehoben wurden. Viele nutzen den Anlass, um Büsche zu schneiden und bei der Biike zu verbrennen. Jede Dorfgemeinschaft und viele Gehöfte haben ihre eigenen Biikefeuer, die Mittelpunkt von feierlichen Aktivitäten wie Gesang oder Schauspiel sind. Auf den Inseln Föhr, Amrum und Sylt entstanden daneben weitere Traditionen wie das vorzeitige Anzünden der Feuer in Nachbardörfern.
In manchen Dörfern wird im Feuer eine Strohpuppe verbrannt. Das sogenannte Petermännchen hat, so ist die Vermutung, nichts mit dem Heiligen Petrus, sondern mit dem Papst (also dem Petrus-Amt) und dem damit verbundenen christlichen Glauben zu tun, der abgelehnt wurde. Am Folgetag, dem 22. Februar, feiert die katholische Kirche das Fest Kathedra Petri, also den Stuhl des Papstes, bzw. die Vorrangstellung des Petrus-Amtes, was das Lehramt betrifft. Ein Zusammenhang des Petermännchens, das in das Biikefeuer geworfen wird, mit dem Amt des Papstes in Rom liegt somit nahe. Die Strohpuppe symbolisiert darüber hinaus den Winter, der nun ausgetrieben wird.
Andernorts stellt man auf die Biikespitze ein altes Holzfass oder -eimer, mit dessen Fall der Winter vorüber ist. Auf Sylt wird vor dem Entzünden der Biike eine Ansprache auf Sylter Friesisch gehalten, die häufig anschließend in deutscher Übersetzung wiederholt wird. Oftmals spricht ein Pastor oder Bürgermeister; vielfach sind es auch des Friesischen kundige Bürger, die die Rede halten: Sie endet mit der Aufforderung „Maaki di biiki ön“ („Macht die Biike an“).
Nach der Biike gibt es traditionell ein Grünkohlessen. Auf Sylt und Föhr haben die Schulkinder am nächsten Tag frei.

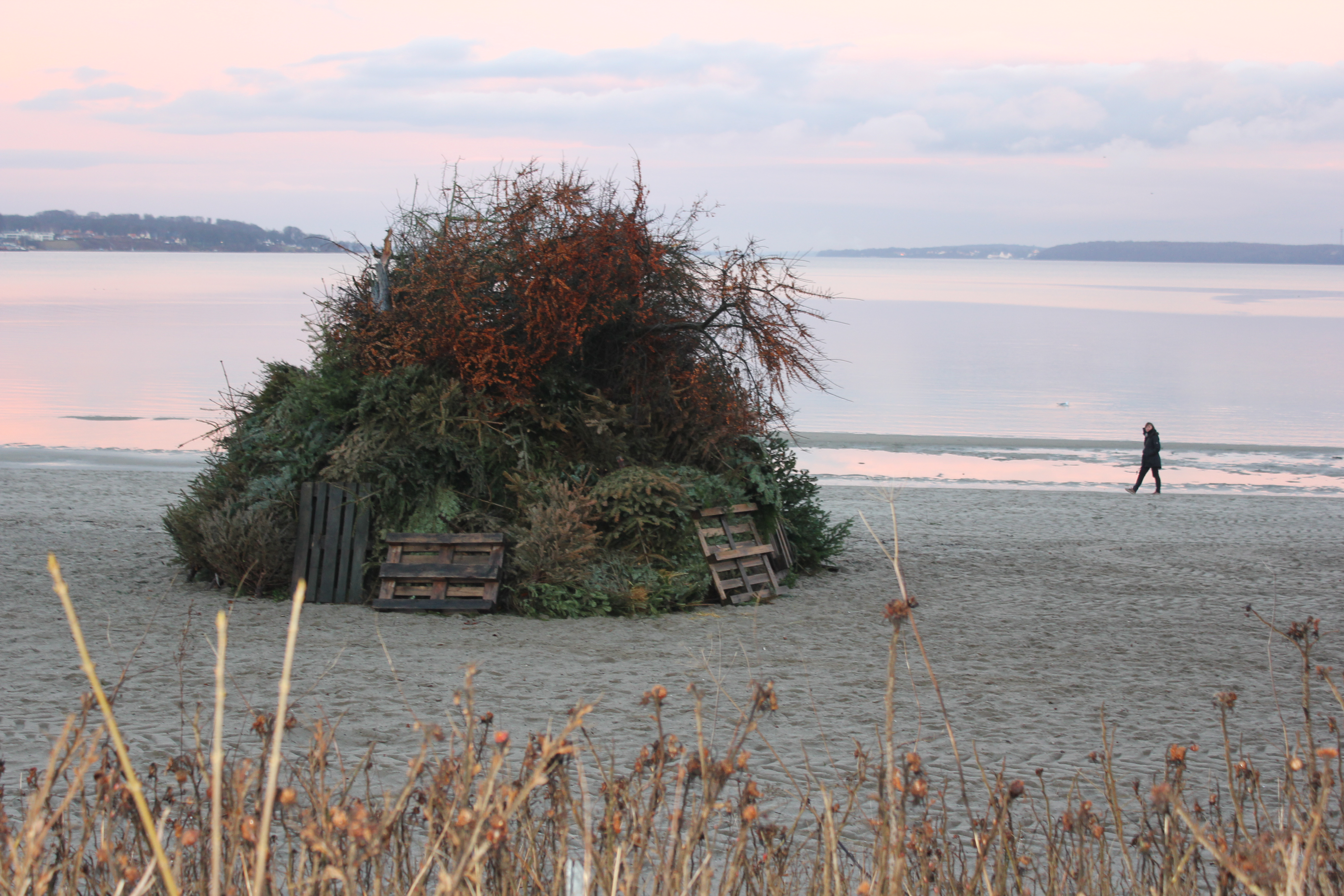
Ein noch nicht entflammter Biikehaufen
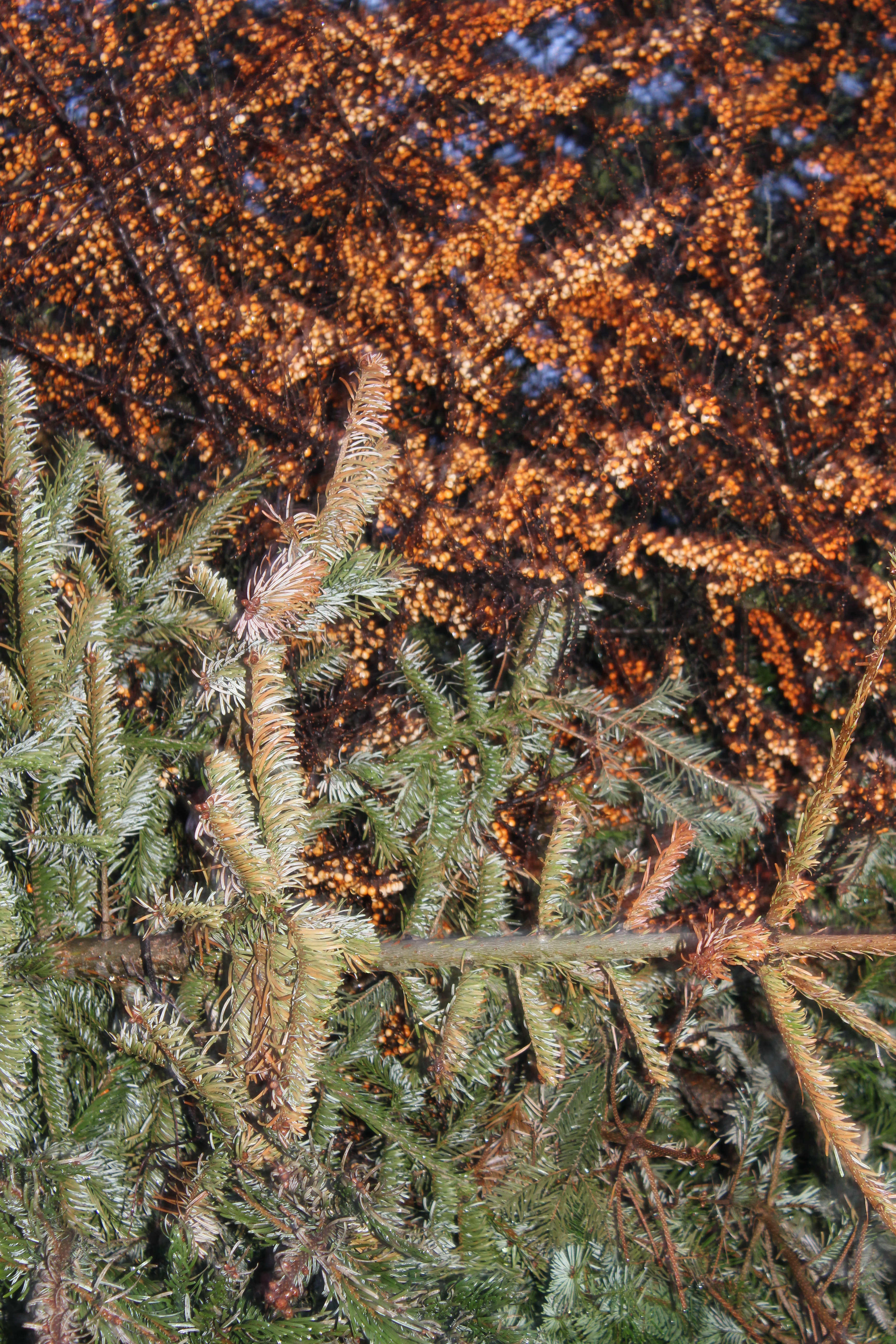
Das Brennmaterial
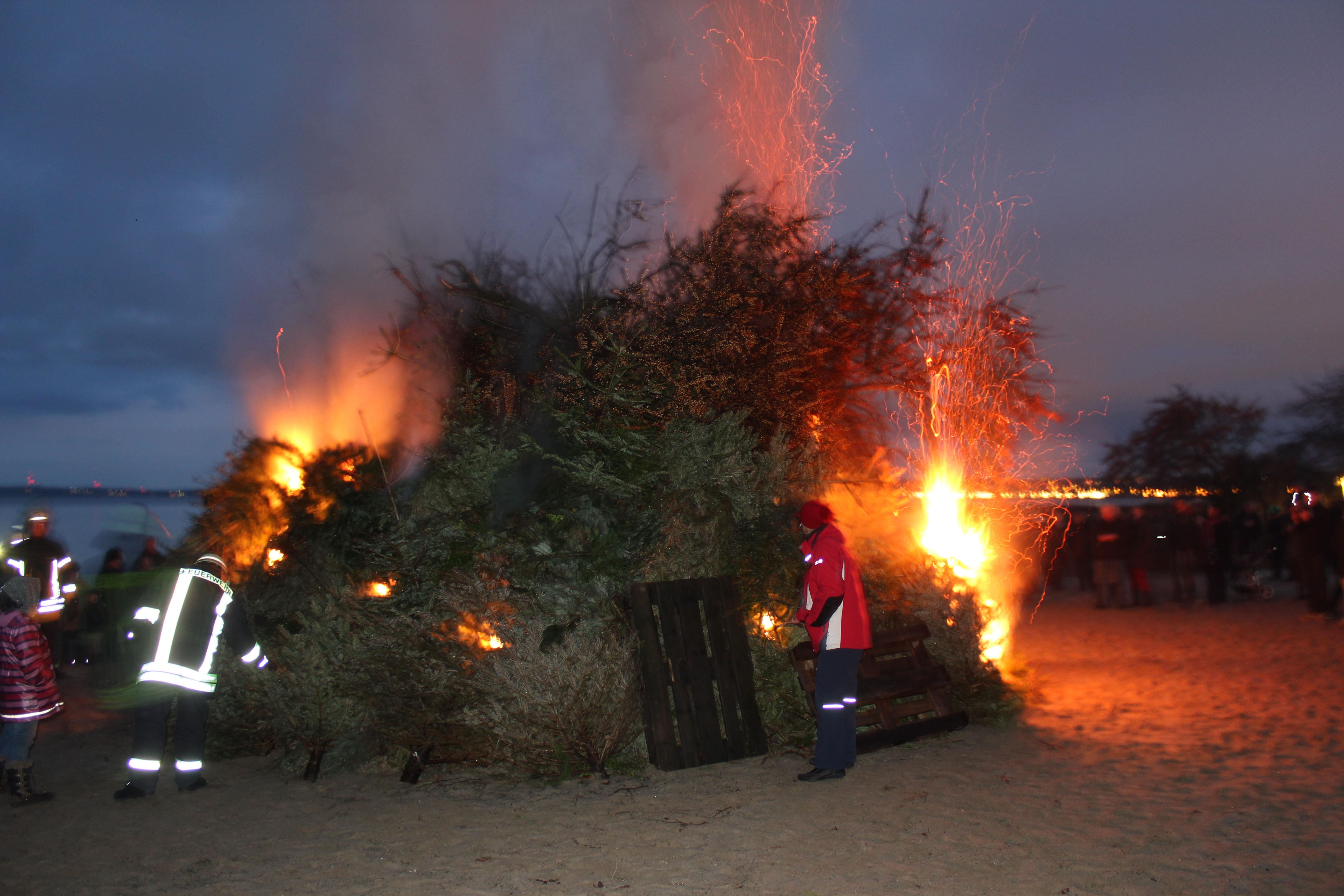
Entzündung des Biikehaufens
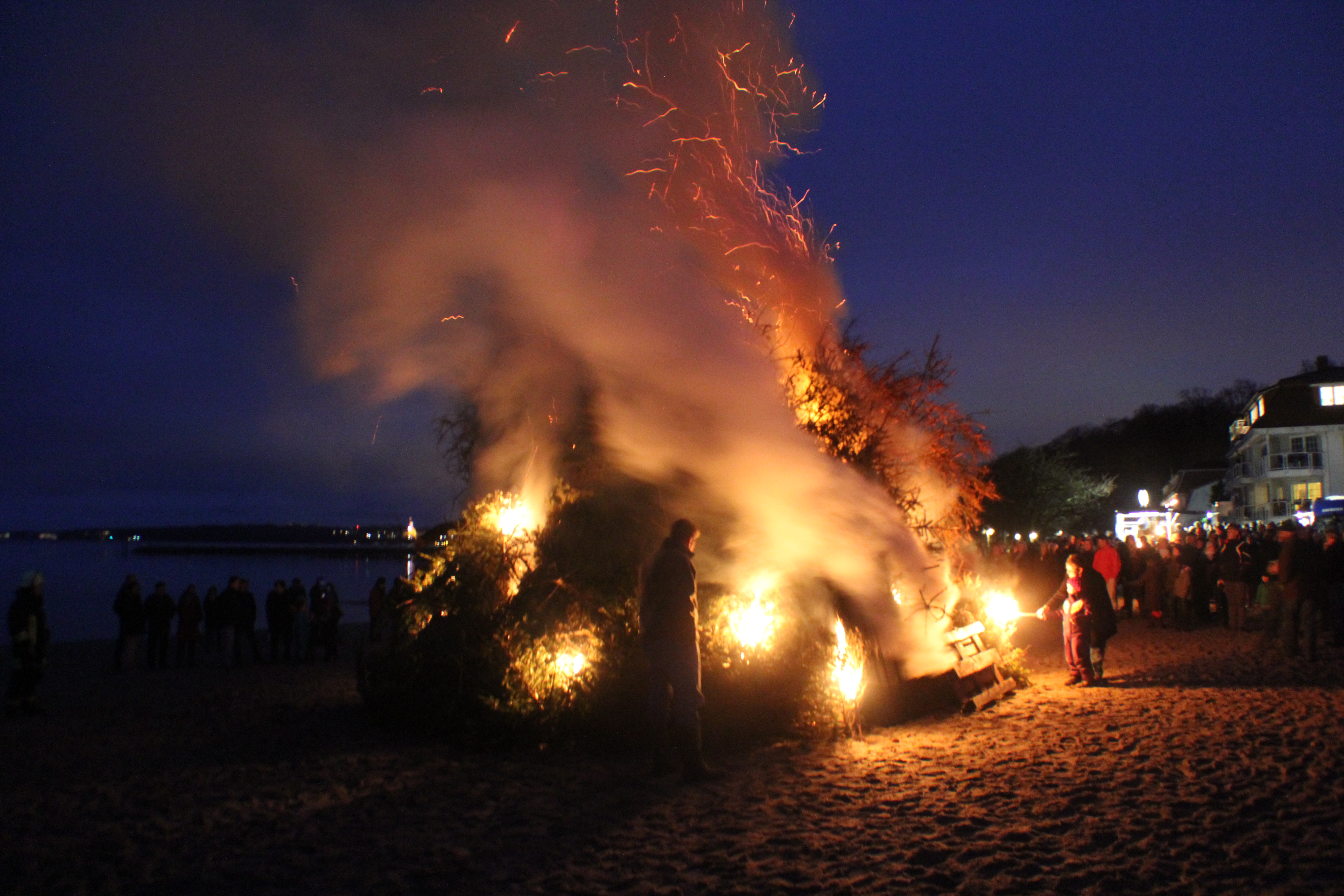
Entflammender Biikehaufen
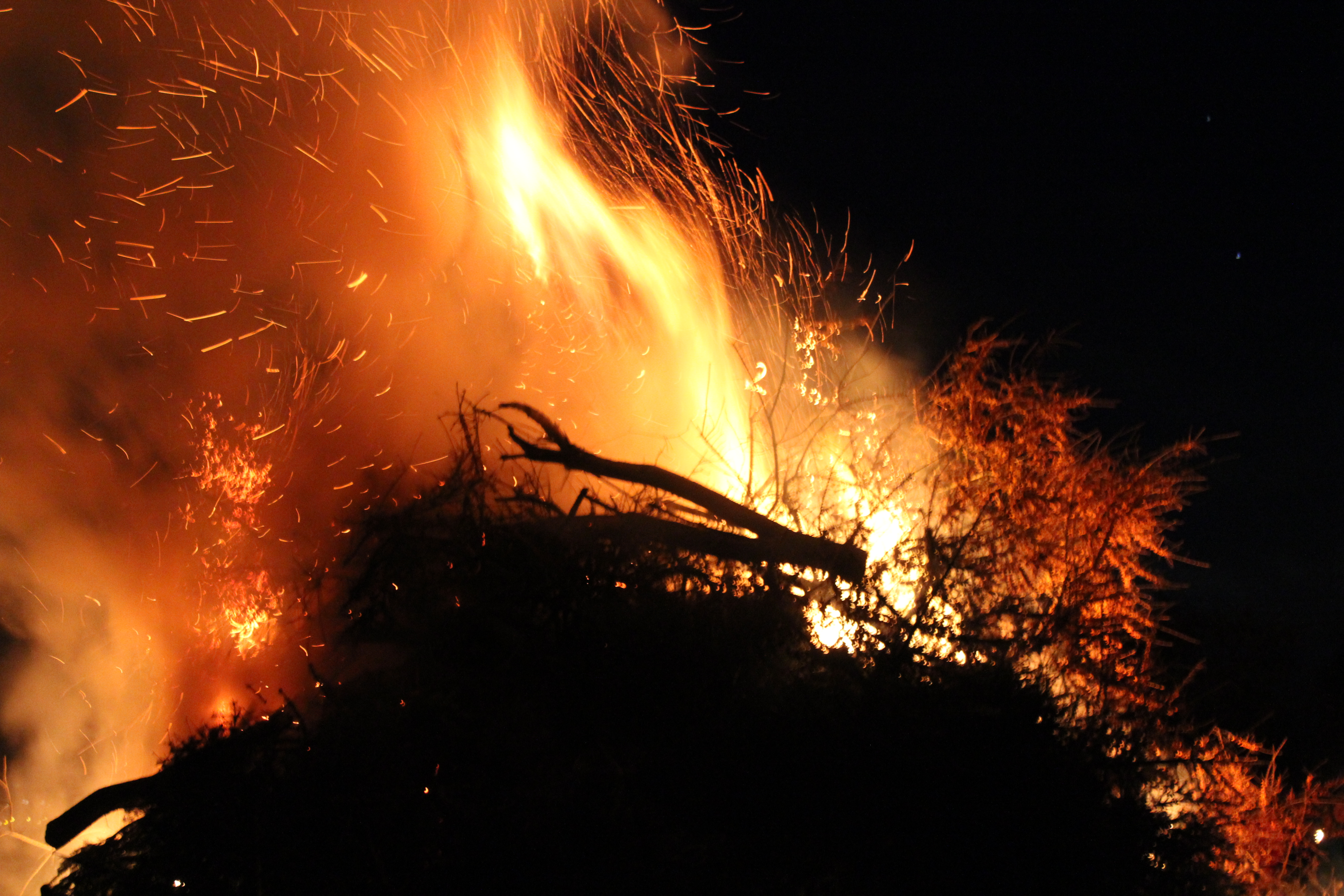
Entflammter Biikehaufen
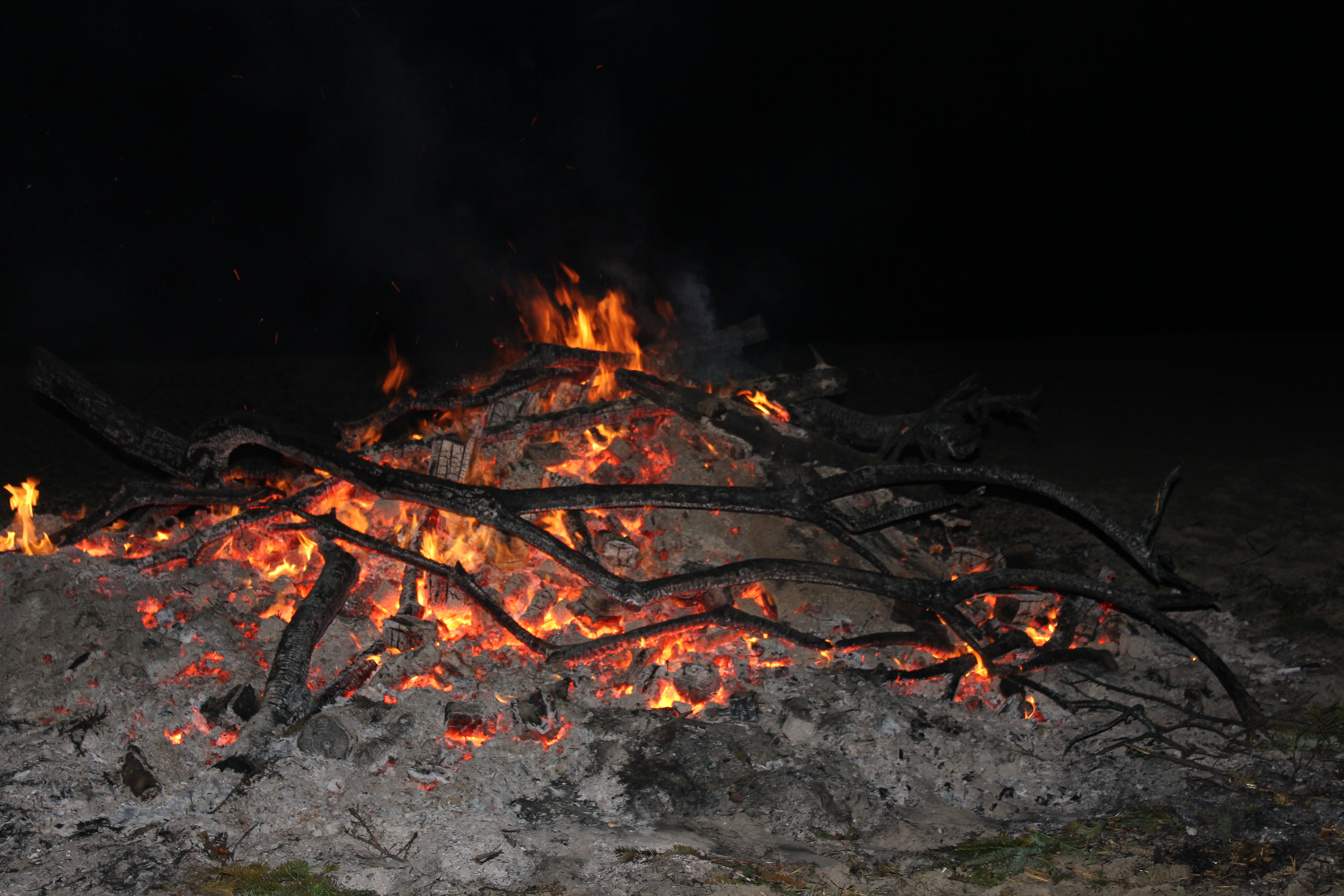
Heruntergebrannter Biikehaufen